# Xian de Xinxiang
Le xian de Xinxiang (新乡县 ; pinyin : Xīnxiāng Xiàn) est un district administratif de la province du Henan en Chine. Il est placé sous la juridiction de la ville-préfecture de Xinxiang.

## Démographie
La population du district était de 420 748 habitants en 1999.